# Канту-и-Каштру, Жуан ду
Жуа́н ду Ка́нту-и-Ка́штру да Си́лва Анту́неш (порт. João do Canto e Castro da Silva Antunes; 19 мая 1862, Лиссабон — 14 марта 1934, Лиссабон) — португальский политик, президент Португалии с 16 декабря 1918 года по 5 октября 1919 года.

## Биография
Родился в Лиссабоне, потомственный дворянин. Учился в Португальской морской школе, 11 октября 1883 года получил звание мичмана. Затем служил на флоте в различных частях империи, достиг звания капитана (1910). В марте 1890 года участвовал в комиссии по демеркации границы Конго. В 1892 году Канту-и-Каштру (в звании лейтенанта) был назначен губернатором Лоренсу-Маркиша по представлению адмирала Феррейры ду Амарала. С 1896 года исполнял обязанности губернатора провинции Мосамедиш (Ангола). С 1902 года снова нёс службу на флоте. 16 июня 1910 года назначен членом технической комиссии Генерального штаба военно-морского флота. В 1908 году был избран депутатом парламента.
После революции 1910 года ду Канту-и-Каштру, монархист по убеждениям, стал начальником военно-морской школы, затем возглавлял одно из подразделений военно-морского флота, снова служил на кораблях. С 1915 года Жуан ду Канту-и-Каштру был начальником Школы морских артиллеристов. В правление президента Сидониу Паиша был назначен директором службы Генерального штаба военно-морского флота, а 9 сентября 1918 года — военно-морским министром.
14 декабря 1918 года Сидониу Паиш, занимавший одновременно посты президента и премьер-министра и бывший фактически диктатором Португалии, был убит, и Канту-и-Каштру временно занял оба поста. На должности премьер-министра он оставался девять дней, пока её не занял Жуан Таманьини Барбоза, а пост президента занимал почти год, до следующих президентских выборов. (Формально до 16 декабря он был временно исполняющим обязанности президента, затем парламент Португалии избрал его президентом). После убийства Паиша в Португалии наступил длительный (до 1926 года) период политической нестабильности, и на время президентства Жуана ду Канту-и-Каштру пришлось два крупных восстания — в декабре 1918 года в Сантарене, поднятое республиканцами, и в январе 1919 года на севере страны, ставившее целью восстановление монархии (так называемая Северная монархия). Оба восстания были подавлены. За время президентского срока ду Канту-и-Каштру в стране сменилось четыре правительства.
3 июня 1919 года ду Канту-и-Каштру подал в парламент прошение об отставке, однако его уговорили остаться в должности президента до конца срока, 5 октября того же года. В период его президентства, 28 июня, португальская делегация под председательством Афонсу Кошты, подписала Версальский договор.
25 октября 1919 года Жуану ду Канту-и-Каштру было присвоено воинское звание адмирала, и он продолжил военную карьеру. 30 сентября 1932 года вышел в отставку. Умер 14 марта 1934 года в Лиссабоне.

## Награды
Награды Португалии
| Страна     | Дата                             | Награда                                                       | Награда                                                       | Литеры |
| ---------- | -------------------------------- | ------------------------------------------------------------- | ------------------------------------------------------------- | ------ |
| Португалия | 1891 —                           | Кавалер ордена Непорочного зачатия Девы Марии Вилла-Викозской | Кавалер ордена Непорочного зачатия Девы Марии Вилла-Викозской |        |
| Португалия | 16 декабря 1918 — 5 октября 1919 | Кавалер Тройного ордена как Президент Португалии              | Кавалер Тройного ордена как Президент Португалии              |        |
| Португалия | 16 декабря 1918 — 5 октября 1919 | Гроссмейстер                                                  | Военного Ордена Башни и Меча, Доблести, Верности и Заслуг     |        |
| Португалия | 1919 —                           | Кавалер Большого креста                                       | Военного Ордена Башни и Меча, Доблести, Верности и Заслуг     | GCTE   |
| Португалия | 16 декабря 1918 — 5 октября 1919 | Гроссмейстер ордена Христа                                    | Гроссмейстер ордена Христа                                    |        |
| Португалия | 16 декабря 1918 — 5 октября 1919 | Гроссмейстер ордена Святого Беннета Ависского                 | Гроссмейстер ордена Святого Беннета Ависского                 |        |
| Португалия | 16 декабря 1918 — 5 октября 1919 | Гроссмейстер Военного ордена Святого Якова и Меча             | Гроссмейстер Военного ордена Святого Якова и Меча             |        |